# Mekhitar Garabedian
Mekhitar Garabedian, né en 1977 à Alep (Syrie),  vit et travaille à Gand en Belgique.
Arménien d'origine, son travail se structure autour des thèmes de la mémoire, de l’identité et de l’histoire, considérés comme des dilemmes insolubles. 
Il a étudié les arts audiovisuels à la Sint-Lukas Hogeschool de Bruxelles (1995-1998) et la photographie à la Hogeschool de Gand (Académie royale des beaux-arts) de 1999 à 2003.

## Expositions

### 2008
- Studentski Centar, Zagreb, Croatie, 11 – 14/12.
- Next, Buda Arts Centre, Kortrijk, Belgique, 22/11 - 06/12
- Beurschouwburg Brussel, Belgique, 20/11 - 20/12 (solo)
- WorkspaceBrussels, Belgique, 10 – 15/11
- Prix Ariane de Rothschild, Turn & Taxis, Bruxelles, Belgique, 11/2008
- Art Forum Berlin, Allemagne, 30/10 - 3/11
- APAP VI, Monologische Dialoge, Tanzfabrik, Berlin, Allemagne, 29/10 – 02/11
- XS, Gand, Belgique, 25 – 28/9
- Belgier, aktuelle Kunst aus Belgien, Figge von Rosen Galerie, Köln, Allemagne, 22/8 - 2/10
- Collection Presentation, S.M.A.K., Gand, Belgique, 19/7/’08 - 25/1/’09
- Fragile, Hoet Bekaert Gallery, Gand, Belgique, 15/6 - 31/8
- From Armenia with love, GEMAK, Den Haag, Pays-Bas, 28/4 - 11/5
- Fresh#3, Buda Arts Centre, Kortrijk, Belgique, 18 - 20/4
- ArtBrussels, Hoet Bekaert Gallery at ArtBrussels, Belgique, 18 - 21/4 (solo)
- Takaaki Izumi – Mekhitar Garabedian, Hoet Bekaert Gallery, Gand, Belgique, 16/3 - 27/4
- Trends 2008, St-Barbara chapel, Gand, Belgique, 1 - 15/3
- Minimal Waves, L’écurie, Bruxelles, Belgique, 21 - 22/3
- ArtRotterdam, Hoet Bekaert Gallery at ArtRotterdam, Pays-Bas, 7 - 10/2

### 2007
- Aperto, Hoet Bekaert Gallery, Turin, Italie, 9 - 11/11
- Open, Hoet Bekaert Gallery, Gand, 26 - 28/10
- Artissima, Hoet Bekaert Gallery at Torino Artissima, Italie, 9 - 11/11
- Open Archive #1 - Re:collections : acquisitions 2005-2007, Argos, Bruxelles, Belgique, 29/9 - 10/11
- In de wind, cc Strombeek, Belgique, 1/10 - 31/12 (solo)
- Gasthoven’07 – Zonevreemd, cc Het Gasthuis, Aarschot, Belgique, 6 - 30/9
- Silent Revolutions, Chancart - Kruidtuin/Bibliotheek Tweebronnen, Leuven, Belgique, 6/7 - 2/9
- MARTa Schweigt, MARTa, Herford, Allemagne, 2/6 - 7/10
- ArtBrussels, Hoet Bekaert Gallery at ArtBrussels, Belgique, 20 - 23/4
- Act 2: 50 Years Antigone Theatre, Kortrijk, Belgique, 26 - 28/1

### 2006
- Fortis Young Ones Award, LineArt, the Art Fair, Gand, Belgique, 1 - 5/12
- Kask@LineArt, LineArt, the Art Fair, Gand, Belgique, 1 - 5/12
- Parcours Video Installations, Beurschouwburg, Bruxelles, Belgique, 24/12 - 23/12
- Youngst*rs II, Hoet Bekaert Gallery, Gand, Belgique, 24/12 - 23/12
- Mankind, story of a wound, SMAK and CRKC, Leuven and Heverlee, Belgique, 16/9 - 19/11
- Happy when it rains, Be-part, platform for contemporary art, Waregem, Belgique, 15/5 - 2/7 (solo)
- Trends 2006, St-Barbara chapel, Gand, Belgique, 10 - 19/2

### 2005
- Attack!, Buda Arts Centre – Dans in Kortrijk and Limelight, Kortrijk, Belgique, 13 - 16/4

### 2004
- Undercurrent, Platform Garanti Contemporary Art Centre, Istanbul, Turquie, 6/5 - 12/6
- Trends 2004, St-Barbara chapel, Gand, Belgique, 12 - 28/3
- Eclips, cultural centre Bornem, cc Willebroek, cc Puurs, Belgique, 18/4 - 30/5

### 2003
- Contemporary Photography from Flanders, Historical Museum, Tbilisi, Georgie, 12 - 30/11
- aLOSTaSOULS #1, Netwerk Art Centre, Aalst, Belgique, 25/10
- Coming People, S.M.A.K., Gand, Belgique, 5/7 - 25/8

## Prix
Mekhitar Garabedian a remporté le Prix Ariane de Rothschild, en 2008 à Bruxelles.
Le jury était constitué par la baronne Ariane de Rothschild, John Aiken (Slade School of Fine Art, Londen), Marc Moles Le Bailly (Banque Privée Edmond de Rothschild Europe), Adam Budak (Manifesta 7 & Kunsthaus Graz), Philippe Van Cauteren (S.M.A.K., Gand) et Laura Hoptman (New Museum, New York).